# 岱山県
岱山県（だいざん-けん）は中華人民共和国浙江省に位置する省直轄の県であり、しばらくの間、舟山市の代理管轄下に置かれている。東シナ海海上の舟山群島の一部で、岱山島を中心とする島々からなる。

## 行政区画
- 鎮：高亭鎮、東沙鎮、岱東鎮、岱西鎮、長塗鎮、衢山鎮
- 郷：秀山郷

## 観光
岱山島風景名勝区は浙江省省級風景名勝区に指定されていて、山海風光明媚である。
主な景勝地は、岱山本島・秀山島・衢山島・長塗山島などにあり、慈雲寺などがある。蓬萊十景と呼ばれるさまざまな美しい風景も有名で、鹿欄晴沙と呼ばれる砂浜は3.6kmも続き、省内最大である。
観光資源保護も進みつつあり、県による観光投資も行われている。2005年に開始した中国海洋文化祭も行われ、
「蓬萊仙島（岱山の古称）・浙江岱山」の知名度が高まってきている。

### 博物館

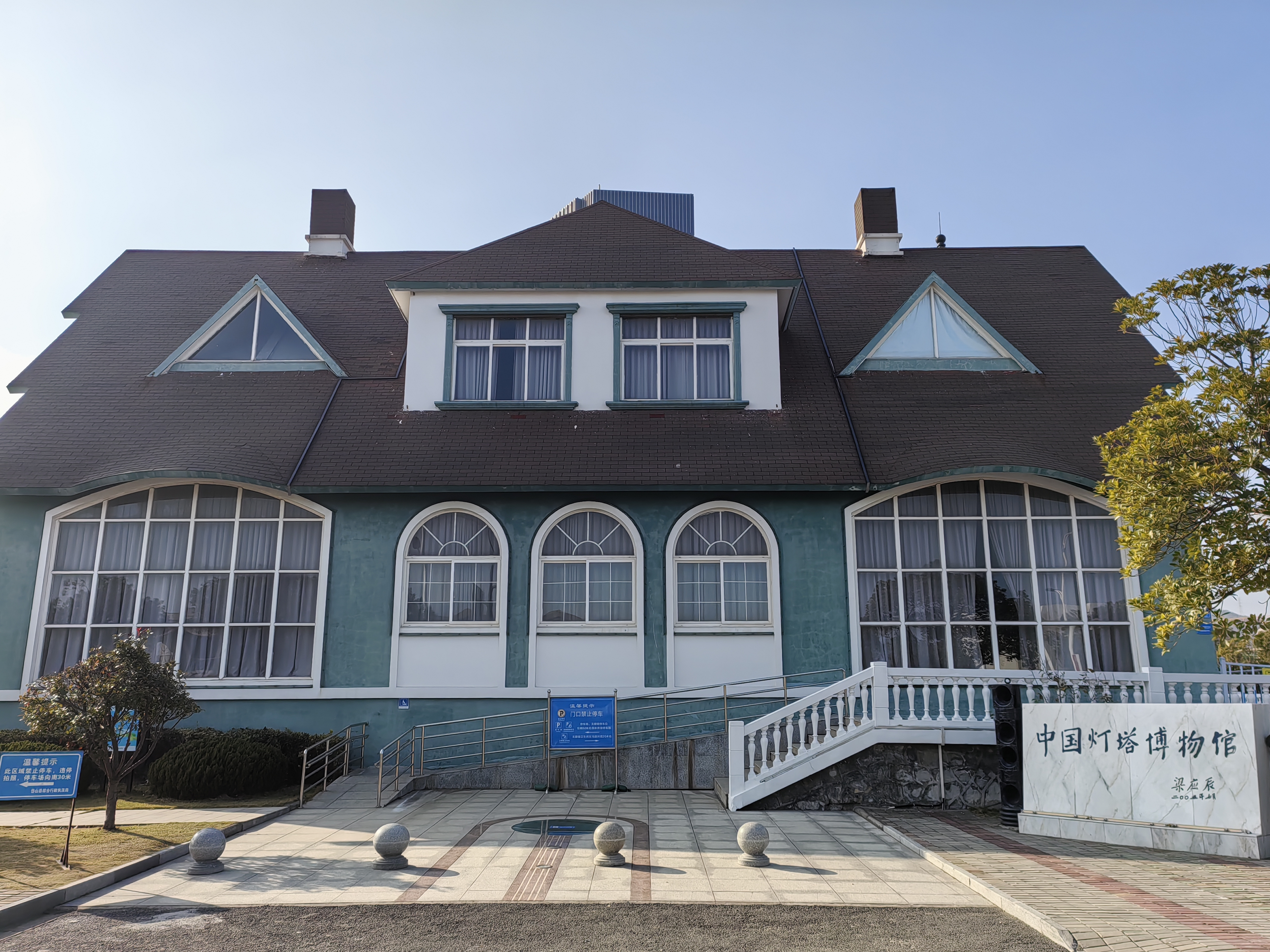
中国灯塔博物館

岱山県には海洋関連の博物館も多い。
- 中国灯台博物館
- 岱山台風博物館
- 岱山海洋漁業博物館
- 岱山塩業博物館

などがある。